# Пите (футболист)
Луиш Педру де Фрейташ Пинту Трабулу (порт. Luís Pedro de Freitas Pinto Trabulo более известный, как Пите порт. Pité; родился 22 августа 1994 года в Эжгейра, Португалия) — португальский футболист, полузащитник клуба «Тондела». Участник Олимпийских игр 2016 года в Рио-де-Жанейро.

## Клубная карьера
В футбол Пите пришёл из футзала. В 2005 году он присоединился к клубу «Бейра-Мар». 27 июля 2013 года в матче Кубка португальской лиги против «Портимоненсе» Пите дебютировал за основную команду. 12 августа в матче против дублёров «Порту» он дебютировал в Сегнуда лиге. 2 октября в поединке против «Санта-Клары» Пите забил свой первый гол за «Бейра-Мар».
Летом 2014 года он перешёл в «Порту». Для получения игровой практики Питу начал выступления за команду дублёров. 10 августа в матче против «Оливейренсе» он дебютировал за дубль «драконов». В этом же поединке Пите забил свой первый гол за новую команду. В своём дебютном сезоне он помог дублёрам выиграть Сегунду.
Летом 2016 года Пите на правах аренды перешёл в «Тонделу». 27 августа в матче против «Белененсиш» он дебютировал за новую команду. 8 января 2017 года в поединке против «Ароки» Пите забил свой первый гол за «Тонделу». По окончании аренды клуб выкупил трансфер игрока.

## Международная карьера
В 2016 году Пите в составе олимпийской сборной Португалии принял участие в Олимпийских играх в Рио-де-Жанейро. На турнире он сыграл в матчах против команд Аргентины, Гондураса и Алжира. В поединке против аргентинцев Пите забил гол.

### Голы за сборную Португалии (до 23)
| #  | Дата           | Место                              | Противник | Счёт | Результат | Соревнование          |
| -- | -------------- | ---------------------------------- | --------- | ---- | --------- | --------------------- |
| 1. | 4 августа 2016 | Энженьян, Рио-де-Жанейро, Бразилия | Аргентина | 2:0  | 2:0       | Олимпийские игры 2016 |